# Ellen Andersson Quartet
Ellen Andersson Quartet är en svensk jazzkvartett.
Kvartetten bildades av sångerskan Ellen Andersson på Skurups folkhögskola  tillsammans med gitarristen Anton Forsberg, basisten Hannes Jonsson och trumslagaren Sebastian Brydniak. Medlemmarna bestämde sig för att spela in en skiva i egen regi men fick sedan kontrakt med skivbolaget Prophone som gav ut deras debutalbum "I´ll be seeing you". På skivan gästspelar trumpetaren Peter Asplund och altsaxofonisten Oilly Wallace och år 2016 tilldelades gruppen Orkesterjournalens Gyllene skivan. 2017 tilldelades gruppen Jazzkatten som Årets nykomling.